# Anna von Croÿ

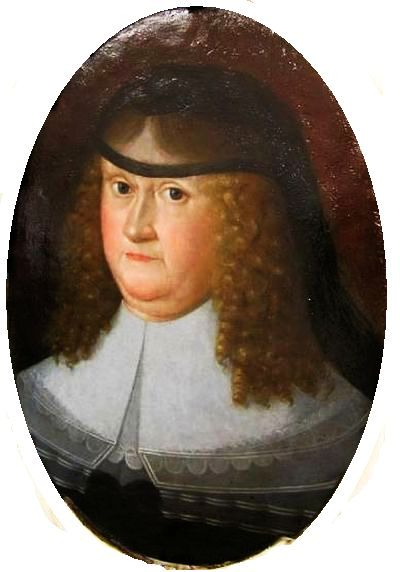
Porträt der Anna von Croÿ in der Schlosskirche zu Stolp

Anna Herzogin von Croÿ, geborene Herzogin von Pommern; (* 3. Oktober 1590 in Barth; † 7. Juli 1660 in Stolp) war die letzte Angehörige des Greifengeschlechts und Schwester des letzten pommerschen Herzogs.

## Leben
Anna von Pommern war die jüngste Tochter des Herzogs Bogislaws XIII. und der Herzogin Klara von Braunschweig-Lüneburg. Sie verbrachte ihre Kindheit in Barth. Nach dem Tod ihrer Mutter lebte sie zeitweise auch in Stettin und in Güstrow bei ihrer gleichnamigen Tante Anna von Pommern, der Frau von Ulrich Herzog zu Mecklenburg. Als der Vater 1606 starb, stand sie zunächst unter der Vormundschaft ihres Bruders Philipp II.
Nach 1612 zog sie für längere Zeit zu ihrer Tante Anna, die inzwischen auf ihrem Witwensitz Schloss Grabow lebte (das 1725 abgebrannt ist). Dort lernte sie auch ihren späteren Mann, den Herzog Ernst von Croÿ kennen. Im Ehevertrag zwischen dem französisch-burgundischen, katholischen Fürstenhaus Croÿ und den evangelischen Greifen wurde festgelegt, dass die Nachkommen der beiden im Sinne des Protestantismus erzogen werden sollten. Zum Leibgedinge wurden Anna Schloss und Herrschaft im lothringischen Vinstingen bestimmt, wohin sie mit ihrem Mann nach der Hochzeit am 4. August 1619 in Stettin zog. Ernst von Croÿ erkrankte und starb am 7. Oktober 1620 im Feldlager vor Oppenheim, wenige Wochen nach der Geburt des gemeinsamen Sohnes Ernst Bogislaw von Croÿ.
In Vinstingen geriet die Herzogswitwe in Konflikt mit den katholischen Verwandten ihres verstorbenen Mannes, die ihr das Erbe vorenthielten. Sie zog nach einem Aufenthalt in Straßburg 1622 mit ihrem Sohn nach Stettin zu ihrem Bruder Bogislaw XIV. Von diesem Greifenherzog wurde sie mit dem Schloss Stolp und Ländereien, unter anderem Ludwigsburg, ausgestattet. Sie behielt jedoch vorläufig ihren Wohnsitz in Stettin, bis Bogislaw verstarb. In Stettin war sie unter anderem beim Abschluss des Erbvertrages zwischen Bogislaw XIV. und dem schwedischen König Gustav II. Adolf zugegen.
Nachdem Bogislaw XIV. am 10. März 1637 als letzter ihrer fünf Brüder gestorben war, war Anna die einzige überlebende Schwester. Sie erbte zusammen mit ihrem Sohn nur dessen persönlichen Besitz, nicht aber das Herzogtum. Das Herzogtum wurde zunächst von Schweden in Besitz genommen (siehe Schwedisch-Pommern) und später zwischen Schweden und Brandenburg-Preußen geteilt. Der Ausbruch des Schwedisch-Polnischen Krieges und die damit einhergehenden polnischen Übergriffe in Hinterpommern zwangen sie 1656, ihren Alterssitz in Stolp zu verlassen. Sie hatte ihr Leid Anfang November 1656 der Kurfürstin Luise Henriette von Nassau-Oranien, der ersten Gemahlin des Kurfürsten Friedrich Wilhelm von Brandenburg, geklagt. Mit Zustimmung des Großen Kurfürsten lebte sie in Rügenwalde und hielt sich zeitweise in Stettin und Greifswald auf.

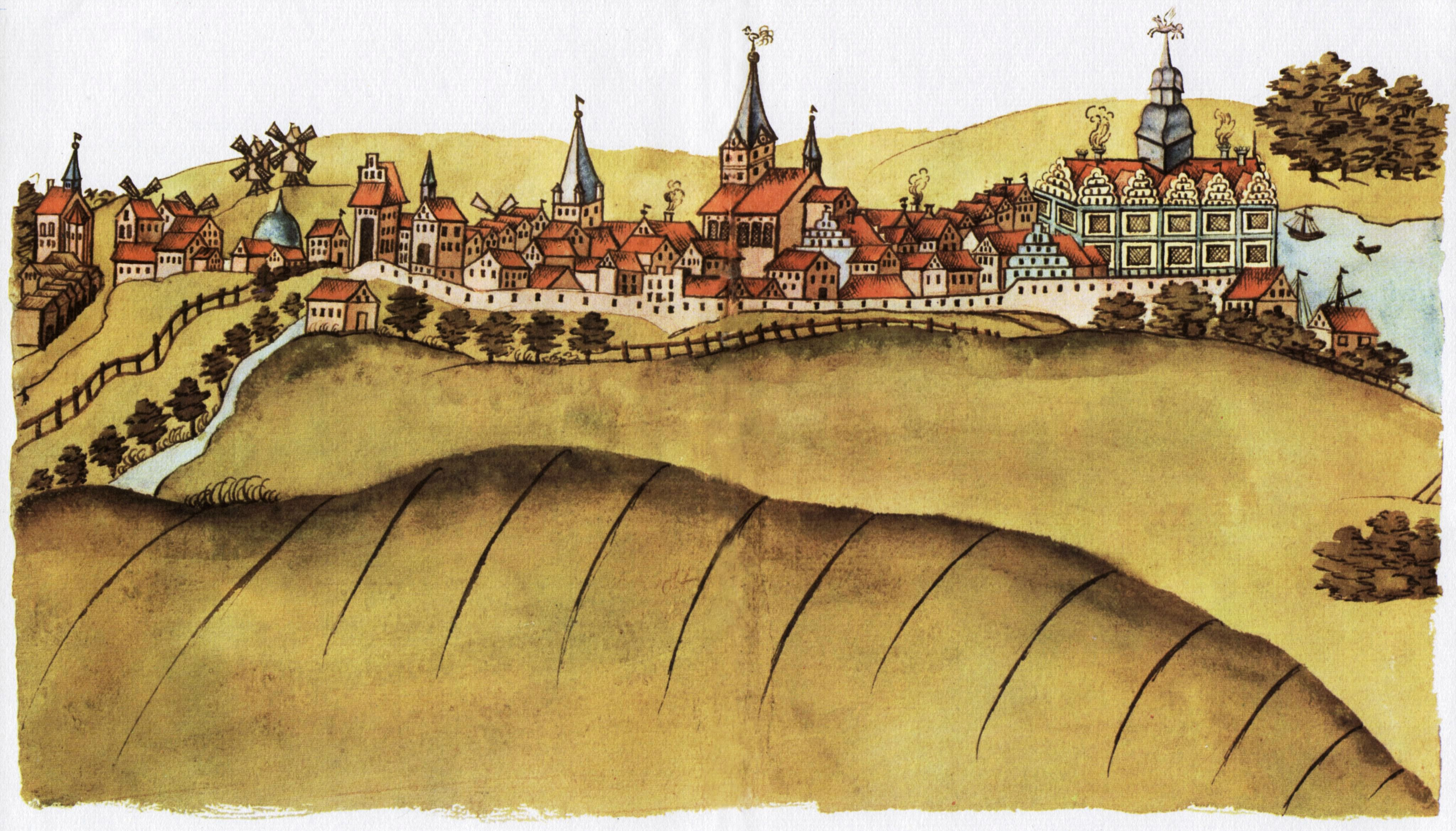
Stadt Barth mit dem Schloss der Pommernherzöge (Ort ihrer Kindheit)
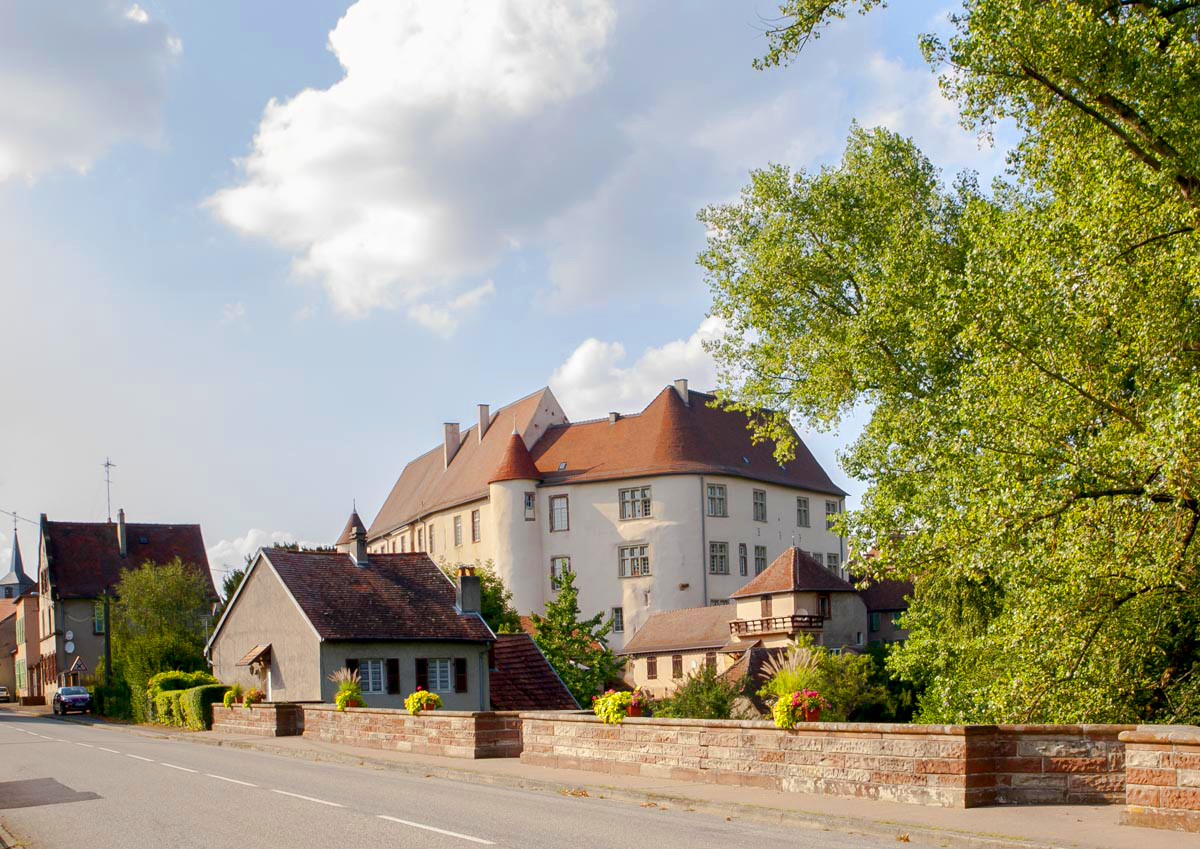
Schloss der Prinzen Croÿ in Vinstingen (Lothringen), ehelicher Wohnsitz
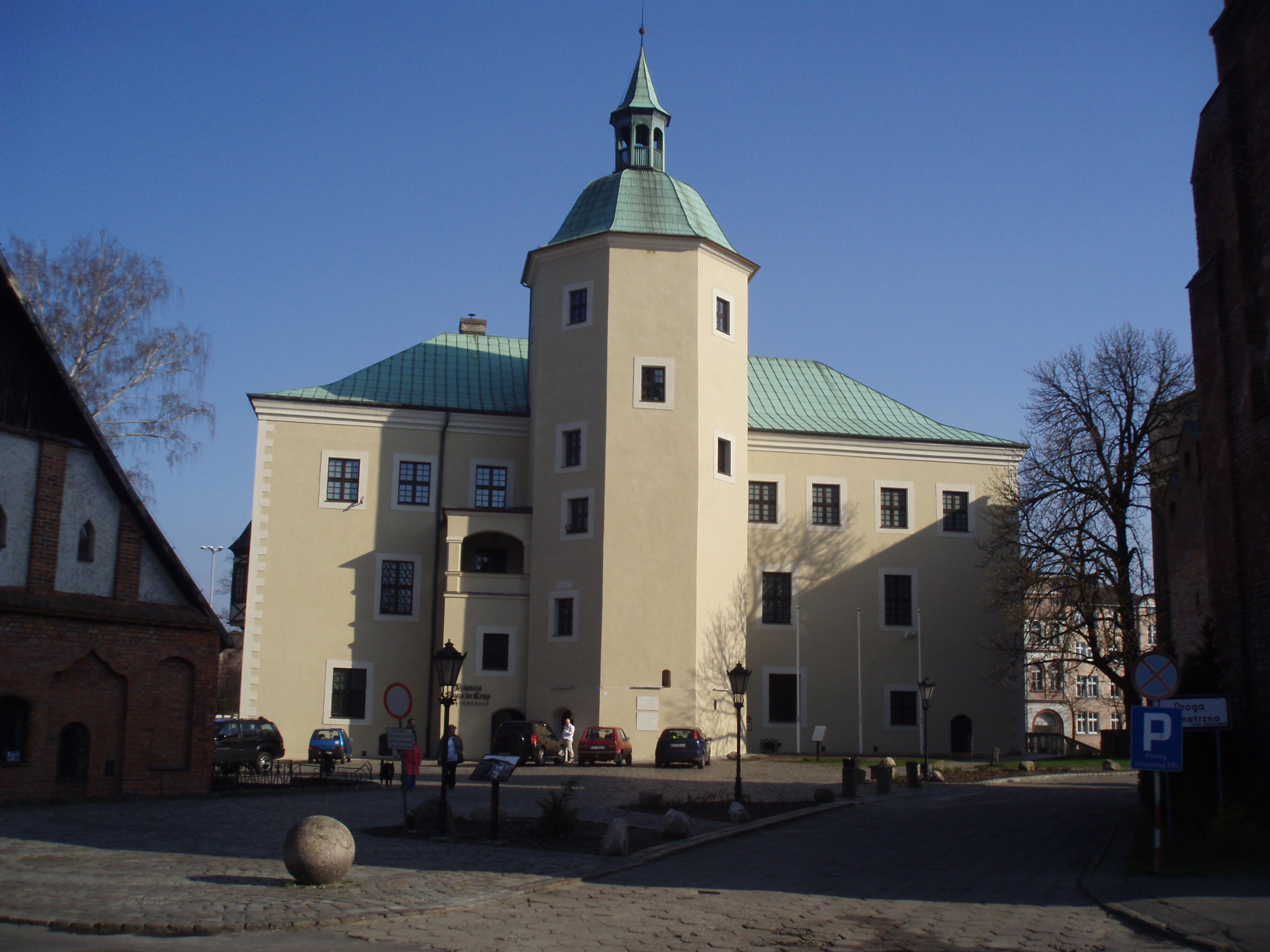
Schloss der Pommernherzöge in Stolp (früherer Witwensitz)
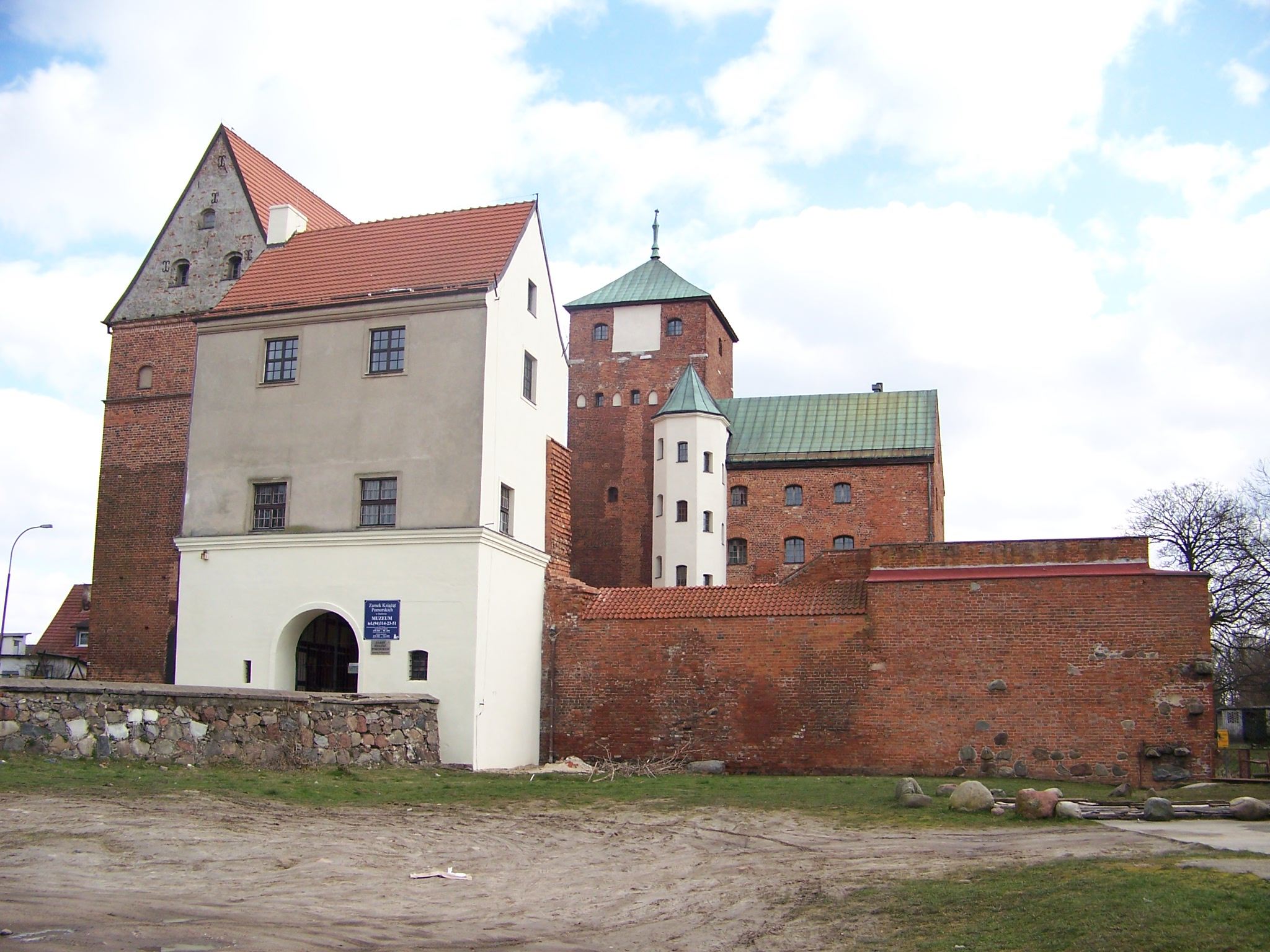
Schloss Rügenwalde (späterer Witwensitz)

## Totengedenken

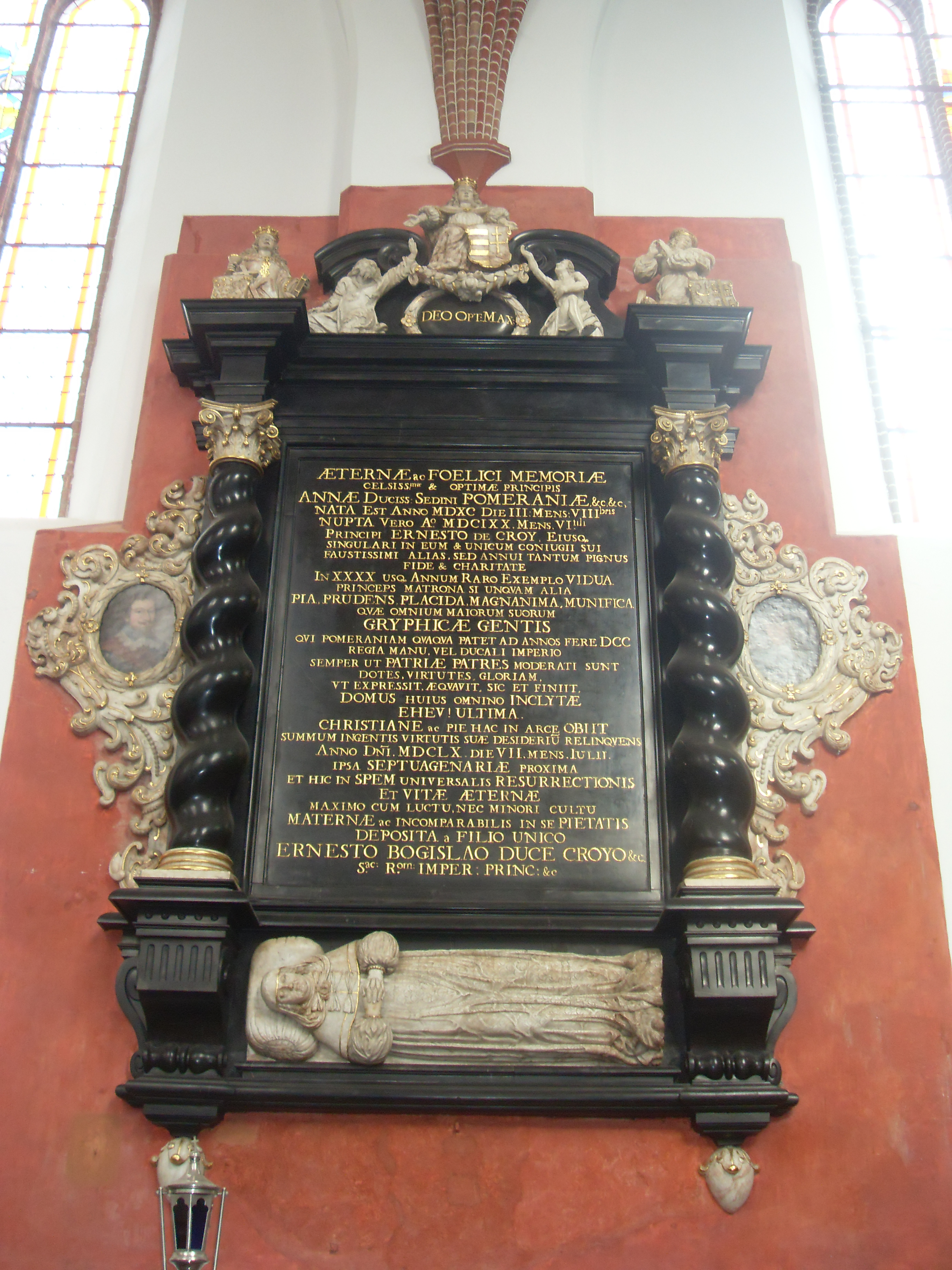
Grabdenkmal in der Schlosskirche zu Stolp

Anna wurde in der Schlosskirche zu Stolp beigesetzt. Das von ihrem Sohn Ernst Bogislaw von Croÿ in Auftrag gegebene Grabdenkmal befindet sich bis heute in der Kirche. Ihr Prunksarkophag befindet sich heute im Herzogsschloss in einer Ausstellung des Mittelpommerschen Museums, neben dem Prunksarkophag ihres Sohnes.
Ihr Sohn Ernst Bogislaw von Croÿ schenkte der Universität Greifswald mehrere Stücke aus dem Nachlass der pommerschen Herzöge. Mit der Schenkung machte er die Auflage, alle 10 Jahre eine Gedenkfeier zu Ehren seiner Mutter und des Greifenhauses auszurichten, bei der unter anderem der Croÿ-Teppich präsentiert werden sollte. Die Feier findet nach einer Unterbrechung von 1930 bis 1992 wieder regelmäßig statt. Der Teppich befindet sich jedoch heute in der Dauerausstellung des Pommerschen Landesmuseums in Greifswald.